# Replonges
Replonges és un municipi francès situat al departament de l'Ain i a la regió d'Alvèrnia-Roine-Alps. L'any 2007 tenia 3.167 habitants.

## Demografia

### Població
El 2007 la població de fet de Replonges era de 3.167 persones. Hi havia 1.296 famílies de les quals 312 eren unipersonals (116 homes vivint sols i 196 dones vivint soles), 444 parelles sense fills, 450 parelles amb fills i 90 famílies monoparentals amb fills.
La població ha evolucionat segons el següent gràfic:
Habitants censats

### Habitatges
El 2007 hi havia 1.370 habitatges, 1.303 eren l'habitatge principal de la família, 14 eren segones residències i 53 estaven desocupats. 1.220 eren cases i 147 eren apartaments. Dels 1.303 habitatges principals, 971 estaven ocupats pels seus propietaris, 316 estaven llogats i ocupats pels llogaters i 16 estaven cedits a títol gratuït; 2 tenien una cambra, 41 en tenien dues, 178 en tenien tres, 435 en tenien quatre i 647 en tenien cinc o més. 1.030 habitatges disposaven pel capbaix d'una plaça de pàrquing. A 506 habitatges hi havia un automòbil i a 695 n'hi havia dos o més.

### Piràmide de població
La piràmide de població per edats i sexe el 2009 era:
| Homes | Edats   | Dones |
| ----- | ------- | ----- |
| 0     | 95 o +  | 0     |
| 4     | 90 a 94 | 16    |
| 8     | 85 a 89 | 28    |
| 28    | 80 a 84 | 28    |
| 68    | 75 a 79 | 68    |
| 40    | 70 a 74 | 72    |
| 72    | 65 a 69 | 56    |
| 76    | 60 a 64 | 84    |
| 68    | 55 a 59 | 76    |
| 116   | 50 a 54 | 116   |
| 108   | 45 a 49 | 96    |
| 120   | 40 a 44 | 124   |
| 112   | 35 a 39 | 100   |
| 104   | 30 a 34 | 88    |
| 80    | 25 a 29 | 84    |
| 84    | 20 a 24 | 52    |
| 120   | 15 a 19 | 100   |
| 116   | 10 a 14 | 60    |
| 68    | 5 a 9   | 80    |
| 64    | 0 a 4   | 72    |

## Economia
El 2007 la població en edat de treballar era de 2.024 persones, 1.556 eren actives i 468 eren inactives. De les 1.556 persones actives 1.454 estaven ocupades (774 homes i 680 dones) i 101 estaven aturades (34 homes i 67 dones). De les 468 persones inactives 220 estaven jubilades, 134 estaven estudiant i 114 estaven classificades com a «altres inactius».

### Ingressos
El 2009 a Replonges hi havia 1.364 unitats fiscals que integraven 3.493,5 persones, la mediana anual d'ingressos fiscals per persona era de 19.676 €.

### Activitats econòmiques
Dels 153 establiments que hi havia el 2007, 1 era d'una empresa extractiva, 8 d'empreses alimentàries, 1 d'una empresa de fabricació de material elèctric, 2 d'empreses de fabricació d'elements pel transport, 13 d'empreses de fabricació d'altres productes industrials, 27 d'empreses de construcció, 36 d'empreses de comerç i reparació d'automòbils, 7 d'empreses de transport, 8 d'empreses d'hostatgeria i restauració, 2 d'empreses d'informació i comunicació, 7 d'empreses financeres, 4 d'empreses immobiliàries, 15 d'empreses de serveis, 11 d'entitats de l'administració pública i 11 d'empreses classificades com a «altres activitats de serveis».
Dels 45 establiments de servei als particulars que hi havia el 2009, 1 era una oficina de correu, 1 una oficina bancària, 8 tallers de reparació d'automòbils i de material agrícola, 1 taller d'inspecció tècnica de vehicles, 1 autoescola, 5 paletes, 5 guixaires pintors, 3 fusteries, 4 lampisteries, 3 electricistes, 1 empresa de construcció, 4 perruqueries, 2 veterinaris, 1 agència de treball temporal, 3 restaurants, 1 tintoreria i 1 saló de bellesa.
Dels 13 establiments comercials que hi havia el 2009, 1 era un hipermercat, 2 botiges de menys de 120 m², 3 fleques, 1 una fleca, 1 una carnisseria, 2 botigues de mobles i 3 floristeries.
L'any 2000 a Replonges hi havia 30 explotacions agrícoles que ocupaven un total de 559 hectàrees.

## Equipaments sanitaris i escolars
L'únic equipament sanitari que hi havia el 2009 era una farmàcia.
El 2009 hi havia 2 escoles elementals.

## Poblacions més properes
El següent diagrama mostra les poblacions més properes.